# Sinagoga Shaaré Tikva
La Sinagoga Shaaré Tikva (Puertas de la Esperanza) también llamada Sinagoga de Lisboa es una sinagoga histórica en la ciudad de Lisboa, en Portugal.
Ha habido judíos en Lisboa, al menos desde la Edad Media, pero la comunidad sufrió un duro golpe en 1497, cuando un edicto del rey Manuel I ordenó a los judíos ya sea a convertirse al cristianismo o abandonar el país. Todas las sinagogas de Lisboa fueron confiscadas por el rey y entregadas a las órdenes religiosas cristianas. Para los judíos que se convirtieron al catolicismo, llamados cristianos nuevos (cristãos novos), el establecimiento de la Inquisición portuguesa en 1536 significó un peligro permanente de ser perseguidos.
Finalmente, fue solo hasta 1897 que se estableció una comisión con la misión de construir una sinagoga central en Lisboa. El proyecto fue confiado al arquitecto Miguel Ventura Terra, y las obras comenzaron en 1902. La fachada principal de la sinagoga esta frente a un patio interior, ya que la legislación portuguesa en la época prohibía que los templos religiosos no católicos dieran directamente a la calle.
Inaugurada en 1904, la Sinagoga de Lisboa fue la primera sinagoga que se construirá en Portugal desde el siglo XV.